# Elk Lick Lodge
L'Elk Lick Lodge – aussi appelée Remann Cabin – est une cabane américaine située dans le comté de Jefferson, dans l'État de Washington. Construite en 1926 à proximité de l'Elwha, elle a été déplacée vers 1939. Protégée au sein du parc national Olympique, elle est inscrite au Registre national des lieux historiques depuis le 13 juillet 2007.